# Teachta Dála
TD is de afkorting die gebruikt wordt voor een lid van het lagerhuis van het Ierse parlement de Dáil Éireann. De afkorting staat voor Teachta Dála. De term werd voor het eerst gebruikt toen de Ierse afgevaardigden die waren gekozen voor het Britse parlement in 1919 niet naar Londen gingen, maar in Dublin hun eigen parlement vormden: de Dáil Éireann.